# N-3
|  | «Carretera de València» redirigeix aquí. Vegeu-ne altres significats a «Avinguda de Dénia». |

La  N-3  (anteriorment  N-III ) coneguda popularment com a Carretera de València, és una carretera nacional pertanyent a les carreteres radials de carreteres espanyoles. Tradicionalment la 
 N-III  era també coneguda amb el nom de "Carretera de Madrid-València" i unia les capitals de les regions de Castella la Nova amb la del País Valencià. En l'actualitat, en la  major part és desdoblegada i convertida en l'Autovia de l'Est, si bé encara conserva alguns trams com a carretera independent, com el comprès entre la localitat d'Honrubia i Requena. També existeixen innombrables trams menors, que forment majoritàriament la part activa en l'entrada i sortida de la 
 A-3  de les diferents poblacions circumval·lades, encara que oficialment cursa sota qualsevol de les dues plataformes de l'autovia, a funció de les característiques de construcció d'aquesta.

## Antiga Carretera Nacional 3

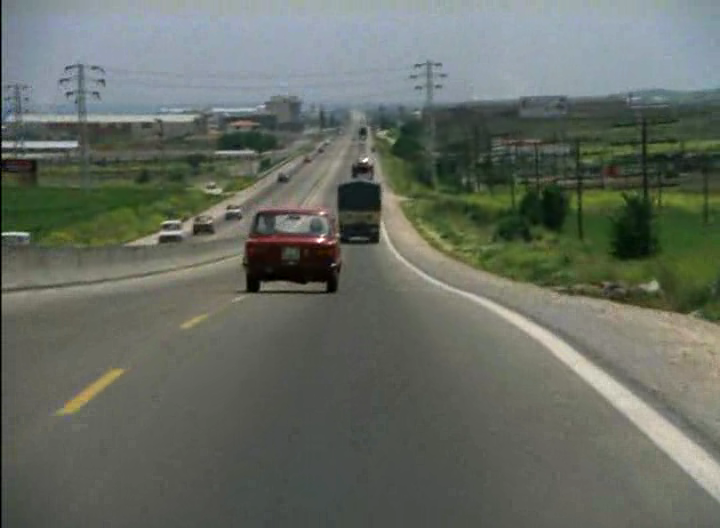
Entrada a Madrid l'any 73

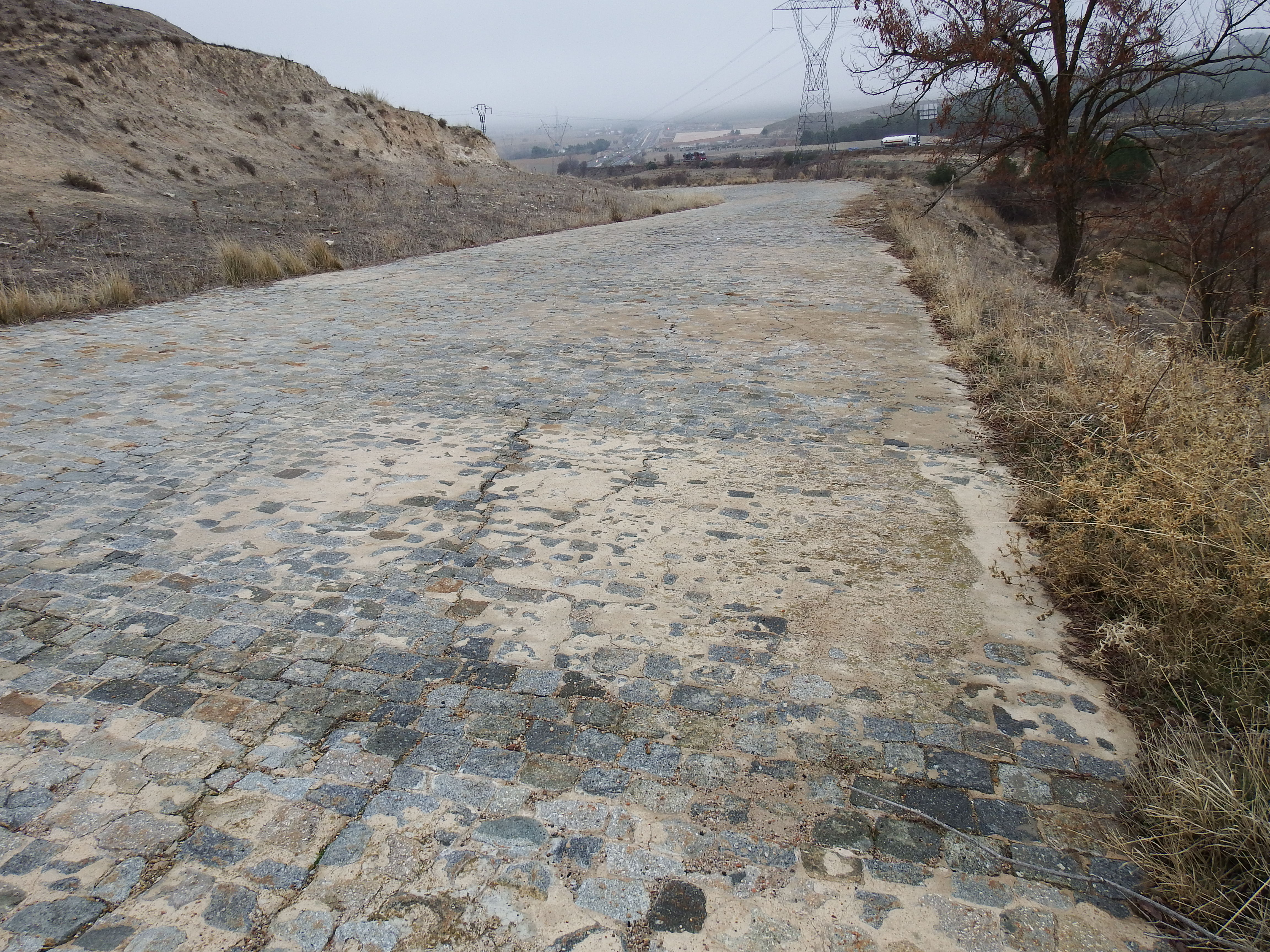
Traçat original de la carretera Madrid-València en Belinchón. Al fons es pot veure l'A-3

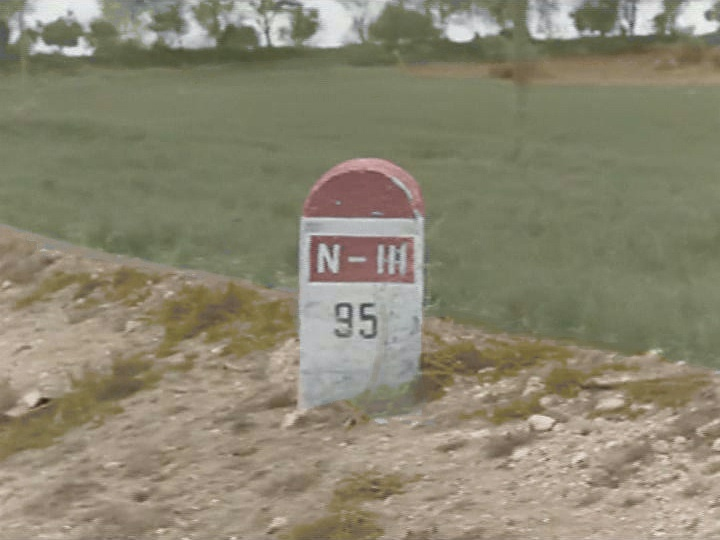
Fita quilomètrica tradicional a l'estil del Plan Peña

Durant la dècada dels anys 60, la Carretera Nacional 
 N-III  seguia el traçat que es va construir en l'època de Circuitos de Firmes Especiales i que componia l'antiga carretera de Madrid-Castelló de la Plana per València. El traçat que tenia travessava les poblacions pel seu centre històric, provocant embussos circulatoris en les seves travessies a causa del volum de trànsit pesat que utilitzaven aquestes carreteres.
Una de les poblacions que tenia un volum alt de trànsit era el poble de Vallecas de Madrid, ja que la travessia es feia per l'actual avinguda de l'Albufera (d'aquí la el nom), on actualment es pot veure un indicador quilomètric o comunament anomenades “fites de carretera”.
Al 1964 s'inicia el que en un futur seria l'Autopista de l'Est, canviant el recorregut: en comptes de travessar el barri de Vallecas, s'inicià el començament de l'Avinguda del Mediterrani al costat de la Plaça del Comte de Casal, el km 3 del recorregut inicial. La longitud del tram és d'uns vuit quilòmetres, fins al cerro Almodóvar, passat el barri de Santa Eugenia en Vila de Vallecas. Aquesta obra havia de salvar l'arroyo Abroñigal, actualment entubat sota l'autopista 
 M-30 , i la línia ferroviària Madrid-Barcelona. El traçat antic de la carretera nacional es va denominar com una carretera comarcal, amb l'identificador 
 M-303 . El desdoblament es va inaugurar el 9 de desembre de 1964, i aquest tram va ser la primera autopista d'Espanya a tenir el distintiu europeu d'autopista. Fins a 2003, era l'únic tram de la Carretera de València, que contenia les plaques quilomètriques de 
 A-3  en blau. Durant aquesta època, la 
 N-III  va rebre el seu primer identificador europeu com a 
 E-101 , encara que aquest mai va arribar a ser senyalitzat en la carretera físicament, sí que apareixia en el Mapa Oficial de Carreteres i en alguns documents oficials de l'època en el MOP (Ministeri d'Obres Públiques).
Durant la dècada dels anys 70, la Carretera 
 N-III  tenia una prolongació de gairebé 360 km entre la capital de la llavors Castella la Nova (Madrid) i les comarques del Sud del País Valencià. L'any 1971 aquest recorregut comptava amb almenys 25 quilòmetres de carrils desdoblegats per sentit de la marxa a manera d'Autovia fonamentalment a l'entrada de la capital. Fins a finals dels anys 70, els sentits de circulació estaven delimitats per una ratlla groga i els seus vorals per una ratlla blanca com totes les carreteres de l'època i excepte excepcions, la 
 N-III  solia discórrer pel centre de les poblacions amb les quals es trobava. Una d'aquestes poblacions, Motilla del Palancar, malgrat que realment estava més prop de València que de Madrid, era considerada la meitat del trajecte. Encara en aquell any, el límit de velocitat màxim permès era de 100 km/h i excepte zones puntuals, la 
 N-III  era considerada una de les carreteres millor traçades. Durant aquesta dècada es va substituir el traçat del port de Contreras pel de l'embassament de Contreras, fent la ruta més còmoda en evitar aquest obstacle geogràfic. A la carretera començaria a conèixer-la-hi com "la Ruta del Bacalao", especialment pels adeptes a aquest tipus de música.
Durant la dècada dels anys 80, el traçat de la 
 N-III  comença a variar atenent l'augment de trànsit rodat a Espanya, perquè ja llavors la carretera era una de les vies més discorregudes del país. A principis d'aquesta època és quan la reforma de la Constitució Espanyola crea els Estatuts d'Autonomia i les Regions d'Espanya són dividides en Comunitats Autònomes. És llavors quan Castella la Nova es divideix en Castella - la Manxa i la Comunitat de Madrid, pel que a partir d'aquest any, la 
 N-III  travessa tres comunitats.

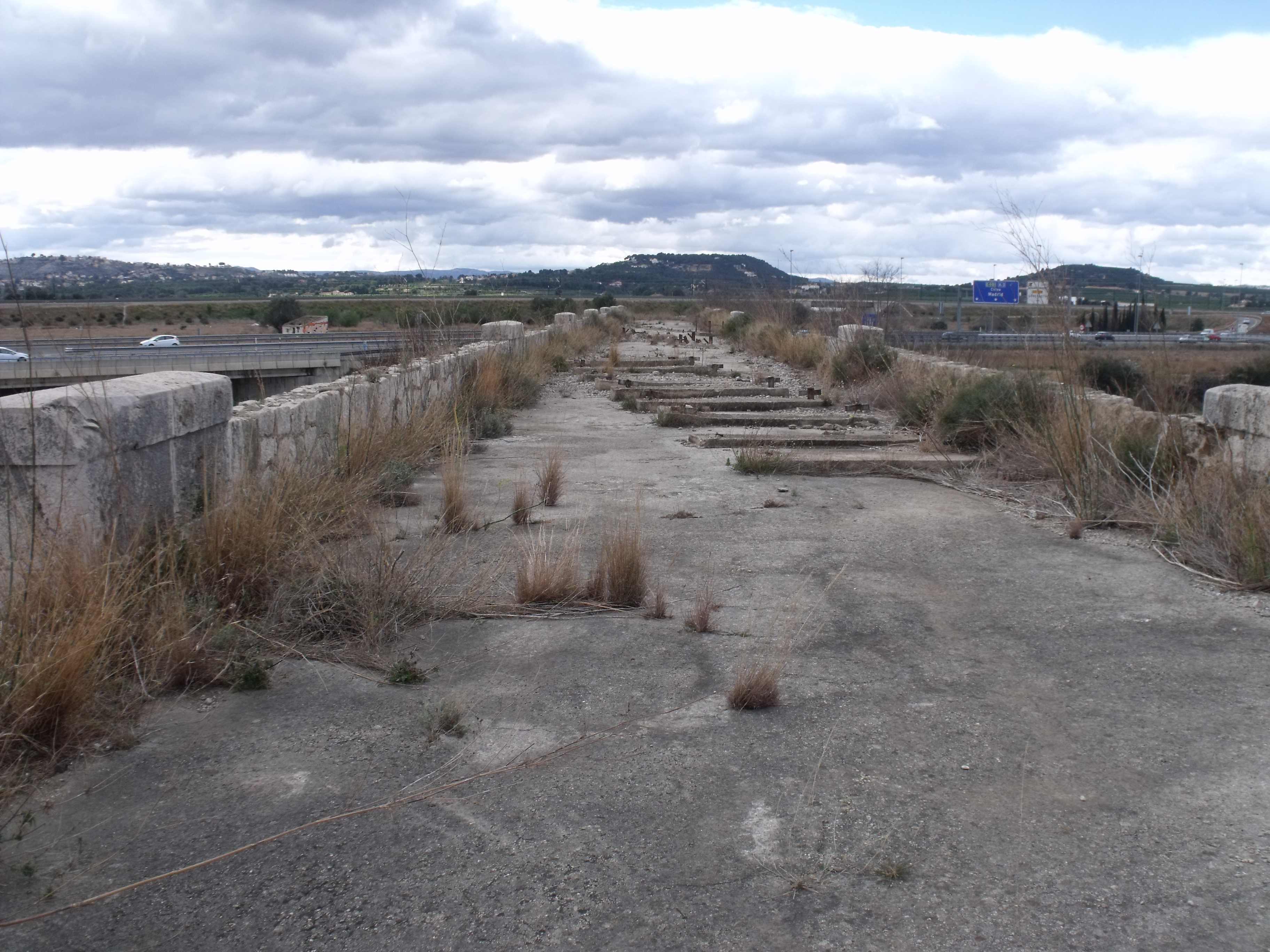
Puente vell sobre el barranc del Pedrís. Al fons es veu l'A-3 en el mateix punt.

A mitjan aquesta dècada, comença a realitzar-se una sèrie de millores en el traçat de la carretera, a circumval·lar-se diverses poblacions, substituir barreres de seguretat de pedra per acer galvanitzat amb zinc i a millorar corbes perilloses. A finals, després d'uns certs ajustos, la carretera canvia el seu anterior identificador europeu E101, que només apareixia en mapes i documents de l'època i que mai va estar senyalitzat en la carretera, per 
 E-901 . L'indicador antic va passar a utilitzar-se en l'est d'Europa. A més, entre finals dels 80 i començaments dels 90, la 
 N-III  sofrirà un desdoblament entre Madrid i Honrubia que conclourà en 1992.
La dècada dels anys 90 és sens dubte la de majors canvis en la via, sobretot per l'embranzida de la plena incorporació d'Espanya a la Unió Europea de la qual comença a rebre nombrosos fons per a millorar les infraestructures del país. Al final de la dècada, es va completar l'Autovia de l'Est, consistint en gran part de trams paral·lels o desdoblegats de l'antic traçat de la 
 N-III . En 1995 (i atesa la nova situació de carreteres i autovies) deixen d'utilitzar-se oficialment les tradicionals fites quilomètriques de ciment blancs i vermells del Pla Peña i són retirats i substituïts per senyals verticals d'acer. Malgrat això, continuen conservant-se alguns en l'actualitat.

Durant la dècada de l'any 2000 es prolonga el desdoblament de major part de la carretera, excepte la compresa entre Honrubia i Requena, que quedarà com a satèl·lit de la 
 A-3  discorrent en paral·lel al sud. L'autovia Madrid - València es fa totalment funcional l'any 2002 després d'unes importants obres, fonamentalment de ponts com el de l'embassament de Contreras. Finalment, en 2003, l'autovia va adquirir el seu propi identificador de
 A-3 , mantenint-se el de 
 N-III  per als trams encara conservats de l'antic traçat de la nacional. En conseqüència de la disponibilitat de la nova autovia, l'ara dita 
 N-3  deixa enrere les dècades de trànsit intens per a ser actualment una via per al trànsit local. Cal destacar que encara que la nova autovia va suposar una gran millora per al transport nacional, el traçat nou va ser un gran cop per a l'activitat econòmica en les localitats que eren al traçat original de la 
 N-III , i el descens de trànsit va suposar el tancament de molts comerços.

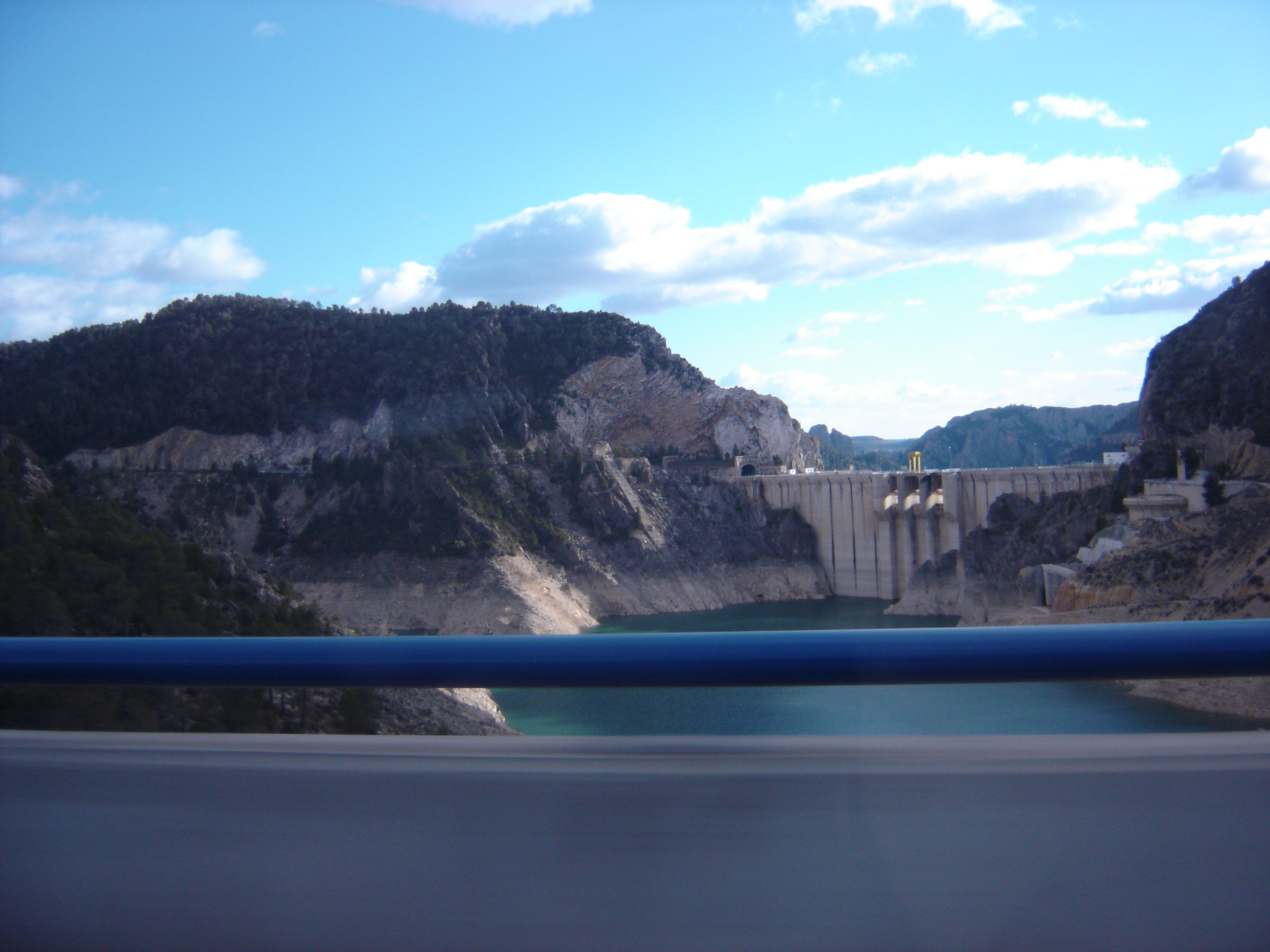
Fotografia presa des del pont de la A-3 enfocant la presa de l'embassament de Contreras, que sustenta la N-3

## La N-3 en l'actualitat

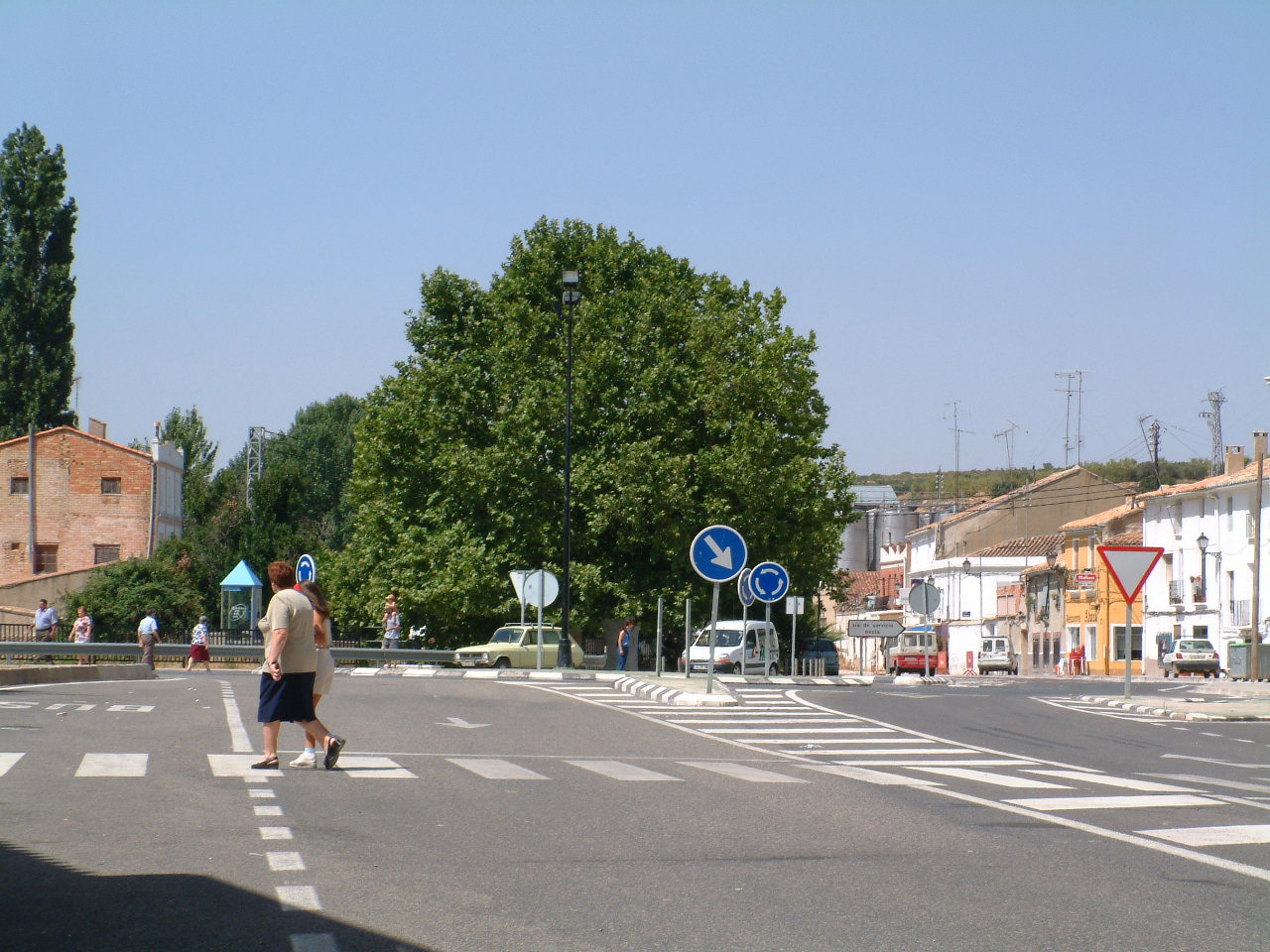
La N-3 al seu pas per la localitat valenciana de Caudete de las Fuentes.

En l'actualitat, la major part de la carretera es troba totalment desdoblegada i integrada en la 
 A-3 , i només queden d'ella nombrosos trams del traçat original que s'han corregit en l'autovia, com algunes corbes que són visibles des de l'autovia, en la gran majoria abandonats; així com els traçats pels quals discorria en les localitats que travessava i que avui queden com a entrades i sortides que les connecten amb la 
 A-3 . No obstant això, continuen existint alguns trams íntegres del traçat de la 
 N-III  i que continuen sent millorats periòdicament avui dia.

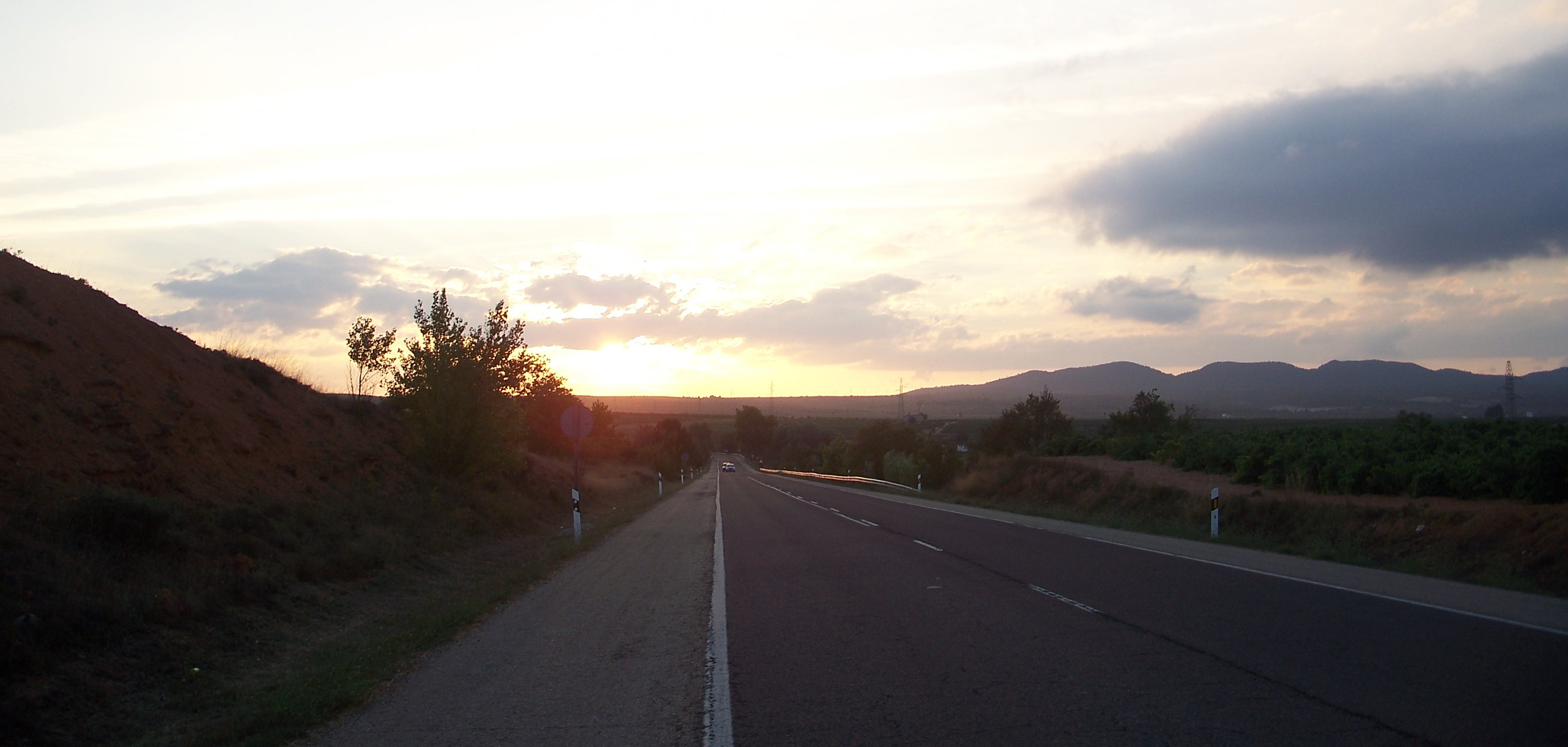
La N-3 entre Caudete i Utiel

Un d'ells es troba en la Comunitat de Madrid, entre les localitats de Arganda del Rey i Perales de Tajuña. Aquest tram conservat continua denominat com 
 N-3 , conservant també les limitacions de velocitat, la qual durant 2019 va sofrir una reducció, fixant-se en 90. En l'actualitat aquest tram serveix per a comunicar totes dues poblacions, sense perdre el traçat.
El tram conservat comença al final d'Arganda del Rey, ja que el traçat anterior ha estat desdoblegat a causa del trànsit dens que suporta aquesta localitat. A més, s'han fet algunes actuacions en el tram, com a millores del ferm de la carretera i s'han eliminat alguns encreuaments al mateix nivell, fent interseccions giratòries perquè sigui més fluid i segur, i continuant aquest tram fins a Perales de Tajuña.
De Perales s'ha conservat la travessia que creua la localitat, millorant-se a l'igual el seu ferm per aquesta població i actualitzant-se la senyalització de la zona. En acabar la travessia de l'anterior població abans esmentada, s'ha substituït la denominació de 
 N-3  per 
 M-302  i incloent-se en la Xarxa de Carreteres de la Comunitat de Madrid, acabant l'antic traçat en la intersecció amb la 
 A-3  .
Igualment en la localitat madrilenya de Fuentidueña de Tajo es conserva l'antic traçat i la travessia per aquesta localitat. En l'actualitat s'ha denominat a aquest tram 
 M-831  dins de la Xarxa de Carreteres de la Comunitat de Madrid, quedant l'antiga denominació sense ús.
Encara es conserva un tram dels anys 70 entre les localitats de Honrubia i Requena, el més extens, mentre que la 
 A-3  discorre molt a prop a uns pocs quilòmetres al sud. Aquest traçat està ple de bars i restaurants tan famosos i característics de llavors, avui abandonats, així com diversos hotels i gasolineres, donant una sensació "apocalíptica" en un paratge realment bonic.
S'ha realitzat una petita correcció el comunicat d'abans de Motilla del Palancar, en erigir-se un pont sobre el traçat de l'AVE.
Finalment, també es conserva el tram entre els termes municipals de Setaigües i Bunyol, conservant-se aproximadament 12 km, i mantenint-se els límits de velocitat. A l'altura de Bunyol es pot apreciar el Viaducte de Bunyol, les panoràmiques del qual des de l'Ermita de Bunyol resulten impressionants, igual que les dels situats en l'embassament de Contreras.

## L'embassament d'Alarcón

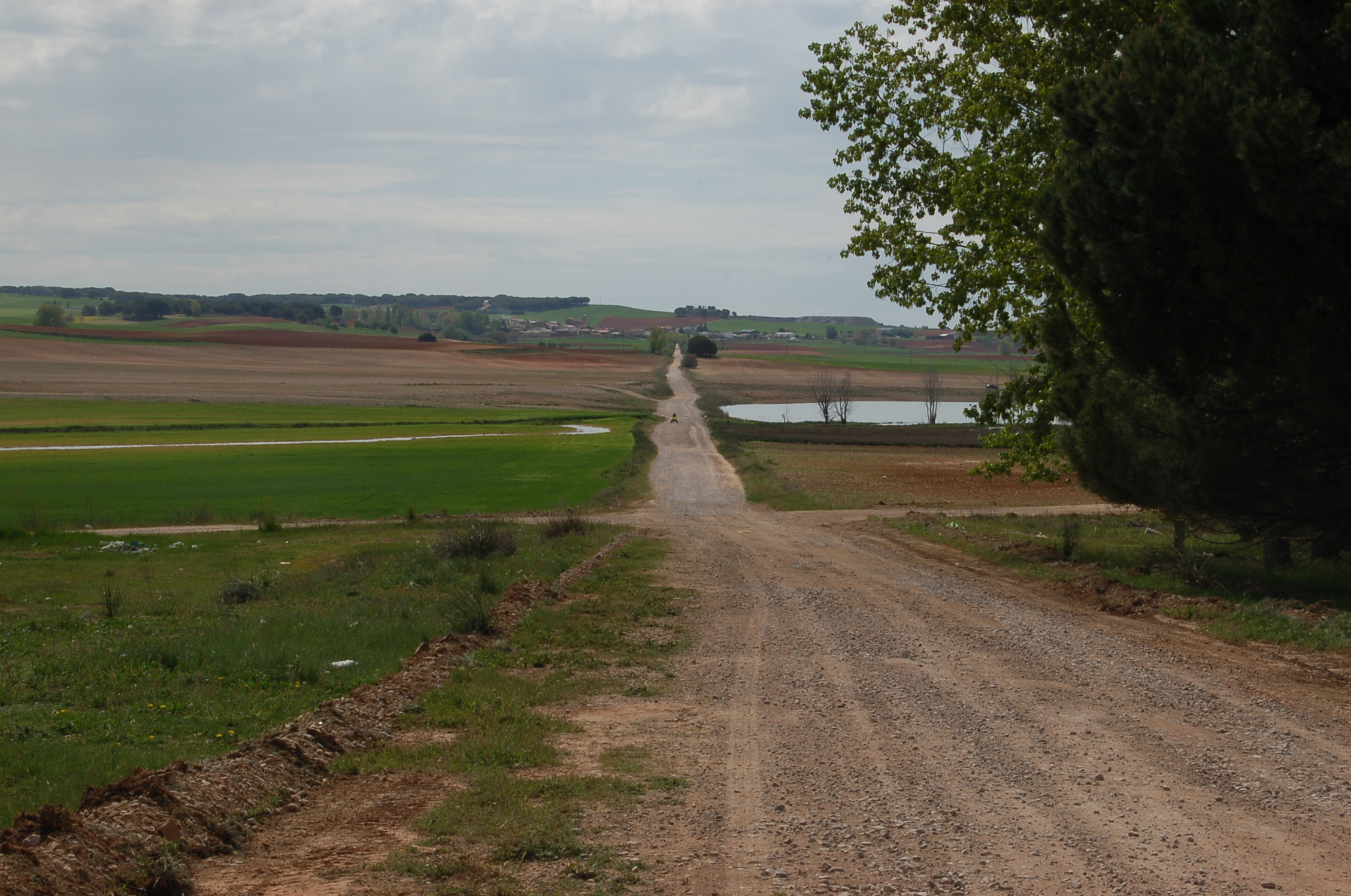
Tram del traçat anterior a la construcció de l'embassament d'Alarcón.

La construcció de l'embassament d'Alarcón en els anys cinquanta va provocar el desviament d'aquesta carretera, que va passar a transcórrer pel marge dret del Riu Xúquer, en lloc de l'esquerra. El desviament es troba a l'altura de la localitat de Cervera del Llano, des de la qual, seguint el traçat antic, s'arriba Olivares de Júcar; d'aquí a Valverde de Júcar, la carretera s'endinsa en l'actual embassament, i travessa el riu per un pont encara avui existent sota les aigües i practicable quan l'embassament està baix i continua Hontecillas per la 
 CM-2109 . Aquesta població, igual que unes altres de la zona, va perdre població fonamentalment a causa de l'anegació de terres de cultiu per l'embassament, com que tenia una economia essencialment agrícola de conreu d'ordi i blat, però també a causa del desviament de la carretera nacional pel nou traçat.
L'embassament d'Alarcón, amb una capacitat de 1.112 hm³ i una superfície de 6.480 Ha. és el primer embassament de gran grandària en el curs del Xúquer. La presa, de gravetat de 71 metres d'altura, reté un cabal l'ús del qual és el reg i la producció d'energia elèctrica. Construït a gran aaltitut a la tancada d'entrada a les Falçs d'Alarcón hi ha vistes interessants des de la  coronació, per la qual passa la N-3.
Aquest no és l'únic pantà pel qual discorre el traçat, perquè també ho fa sobre la presa de l'embassament de Contreras.

## El port de Contreras

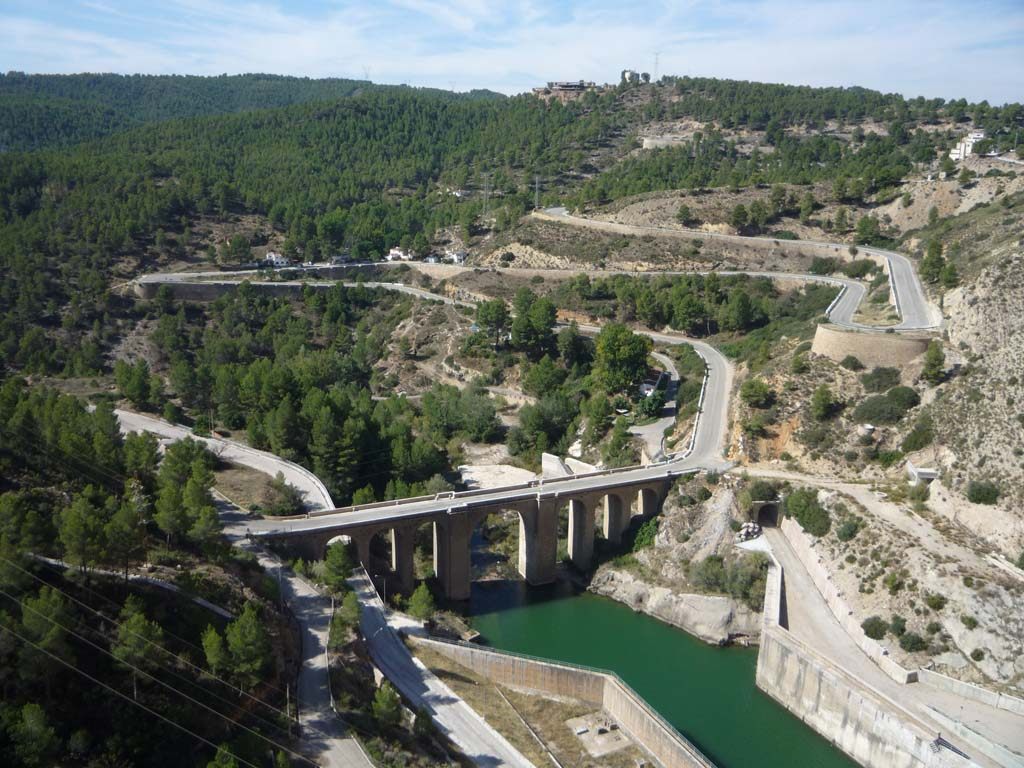
Antic port de Contreras

El port de Contreras, també anomenat costes de Contreras ha estat un dels passos més difícils de la carretera N-3. Se situa en el límit de les províncies de València i Conca, sent el Cabriol el que serveix de delimitació d'aquestes; entre els pobles de Villargordo del Cabriel (València) i Minglanilla (Conca). Per a salvar aquest port invertit -ja que es tracta d'un llit d'un riu i no d'un serral entre muntanyes-, els enginyers de les diferents èpoques s'han vist forçats a traçar corbes, ponts i túnels per a salvar aquest enclavament. A mitjans del segle XIX va ser quan es va construir el primer traçat de la primitiva carretera Madrid-València per aquest lloc (precursora de la N-3), component-se d'infinitat de corbes i un important pont que salva el riu Cabriel, tot això dirigit per l'enginyer de camins Lucio del Valle.
El pas de Contreras projectat i construït per Lucio del Valle en 1853 és, probablement, l'exemple més valuós de traçat de carreteres espanyoles anteriors a l'automòbil. En construir-se abans de la consolidació del ferrocarril com a objecte prioritari de les inversions en infraestructures del segle xix, es va construir amb un important esforç econòmic i de mitjans humans. Es tracta, a més, d'una obra que mostra l'avanç constructiu respecte a les carreteres (camins rals) del segle xviii i primera meitat del XIX.
Al segle xx, la introducció d'aquest traçat al Circuito Nacional de Firmes Especiales (CNFE) i el Pla de Modernització va permetre d'adaptar-lo progressivament a les necessitats del trànsit motoritzat. Això es va traduir en la construcció de nombroses rectificacions de traçat, variants de població i ferms alternatius al macadam.
Per ordre del 18 de gener de 1967 s'aprova el Programa de la Xarxa d'Itineraris Asfàltics (REDIA) de la xarxa estatal de carreteres. Una de les actuacions previstes per a la N-3 va ser el projecte d'una variant del port de Contreras que passés per la coronació de la presa del mateix nom, en construcció molt avançada. D'aquesta manera, el pas pel port de Contreras va poder suprimir-se a mitjan dècada dels anys setanta.
Tres dècades més tard, en els anys noranta, la creació de l'autovia A-3 va obligar a construir un tercer traçat que, mitjançant un túnel i tres grans viaductes, salva l'embassament i evita l'antic i accidentat itinerari en la zona de les Cabrillas.
Per tant, en l'actualitat queden tres traçats:
- El vell traçat de la 
 N-3  (actual 
 CV-4661 ) que creua l'antic port de Contreras, que va quedar en desús en el 1970 i actualment dona accés al poblat de Contreras i establiments de turisme rural.
- L'actual traçat de la carretera nacional 
 N-3  que passa per la coronació de la presa de Contreras i del Collado, travessant 3 túnels. En l'actualitat serveix de trànsit local.
- L'actual traçat de l'autovia 
 A-3  conformat per tres viaductes i un túnel, per on discorre el trànsit en general en l'actualitat.

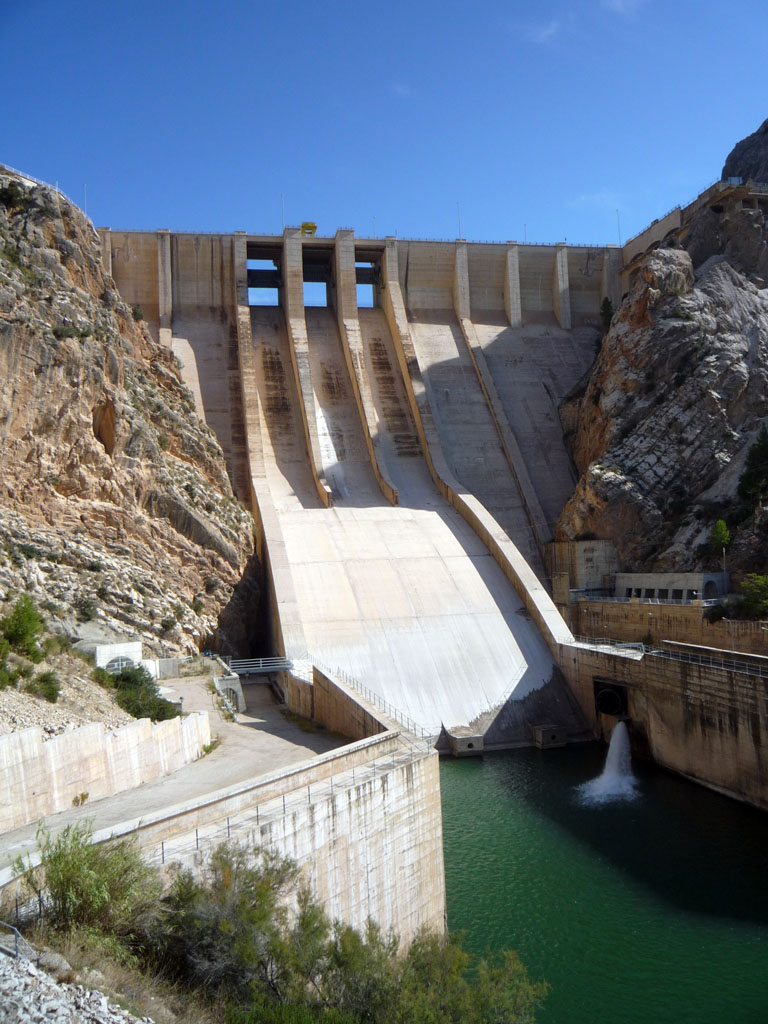
Vista general de la presa de l'embassament de Contreras

## Accidents cèlebres

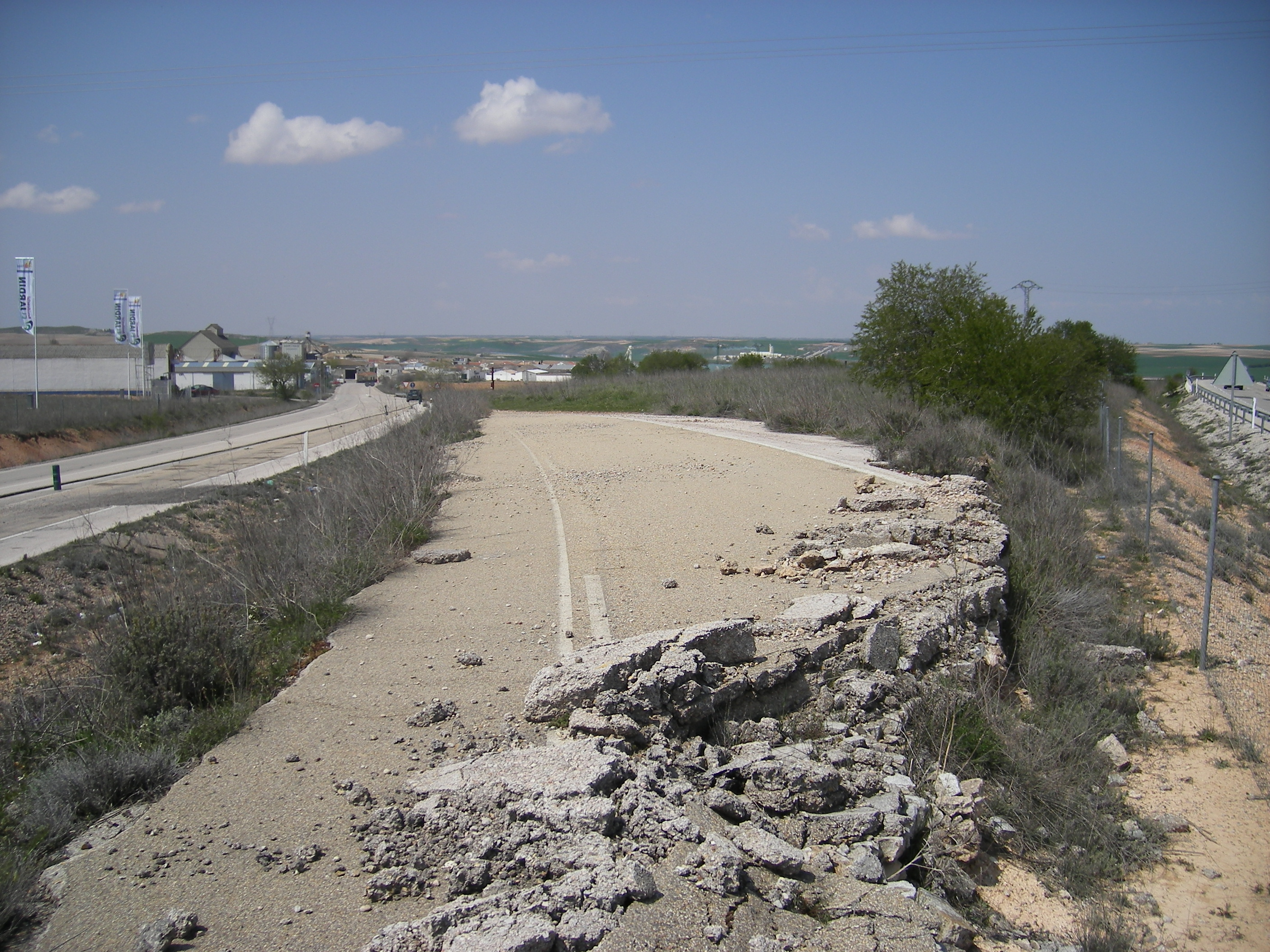
La corba on va tenir l'accident Nino Bravo

Una de les antigues corbes de la carretera que avui es conserva en la localitat conquense de Villarrubio es mítica per a nombrosos fans del cantant valencià Nino Bravo, ja que en aquest tram va tenir l'accident de trànsit que posteriorment li costaria la vida.
Aquell 16 d'abril de 1973, la N-3 discorria amb un canvi de rasant i una corba cap a l'esquerra just en el seu cim, i el BMW 2.800 de Nino Bravo, que circulava amb excés de velocitat, es va sortir de la carretera donant diverses voltes de campana. Aquella corba va ser corregida en la dècada dels 80 i posteriorment es va construir l'entrada des de Villarrubio a la A-3 en sentit València sobre part d'ella.
Actualment es conserva part de la corba original, encara que el ferm d'asfalt es troba una capa per sota del traçat de la sortida actual. Aquest ferm antic encara pot apreciar-se a causa de les obres de realització de la A-3 tal com mostra la imatge, i fins i tot el ferm antic encara conserva la línia groga de delimitació dels sentits típica dels 70.